# تقطیر ناگهانی

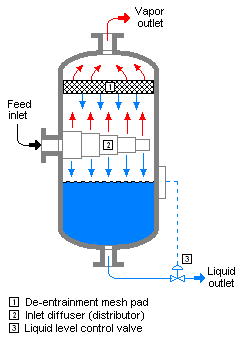
طرح کلی یک واحد تقطیر ناگهانی

تقطیر ناگهانی یا آنی(به انگلیسی: Flash distillation) یک نوع روش تقطیر است که طی آن مخلوط مایع با عبور از یک شیر فشار شکن به داخل یک محفظه پاشیده می‌شود.در طی این فرایند، جز فرارتر به صورت بخار در‌آمده و از بالای برج خارج می‌شود و جز سنگین‌تر به‌صورت مایع از پایین برج خارج می‌شود.این فرایند تک مرحله بوده و می‌تواند به صورت پیوسته یا ناپیوسته انجام پذیرد.
هر بخش در فرایند MSF اصطلاحا مرحله نامیده می‌شود. یه MSF معمولی می‌تواند ۴ تا ۴۰ مرحله را شامل شود که هر یک از مراحل پشت سر‌هم دما و فشار کمتری نسبت به مرحله قبل دارد. این فرایند اجازه می‌دهد که دمای جوش آب ورودی در هر مرحله کاهش یابد. در واقع با ورود به مرحله بعد دمای جوش آب پایین‌تر خواهد آمد لذا نیازی با مصرف انرژی بیشتر برای حرارت دادن نخواهد بود.

### شیرین سازی آب با روش تقطیر ناگهانی چند مرحله‌ای (MSF)
شیرین سازی آب با روش تقطیر ناگهانی چند مرحله‌ای (به انگلیسی: Multi Stage Flashing)  یک فرآیند چند مرحله‌ای تبخیر آب است که با استفاده از جوشش کار می‌کند. در این روش شیرین سازی، آب را گرم کرده و از طریق لوله ها به مخازنی با فشار کم هدایت می‌کنند. هنگامی که آب به مخازن با فشار کم رسید، به‌دلیل اینکه قبلا گرم شده‌است، ناگهان تبخیر می‌شود.

### عملکرد و مصرف انرژی در شیرین سازی آب با روش تقطیر ناگهانی
اگر‌چه میزان مصرف انرژی در روش شیرین سازی آب با روش تقطیر ناگهانی چند‌مرحله‌ای (MSF) بسیار بالا بوده و دمای کارکرد دستگاه نیز باعث رسوب‌گذاری زیادی در سیستم می‌شود اما کماکان دلیل امکان طراحی آن‌ها در ظرفیت‌های بالا هنوز سهم قابل توجهی از تولید آب به روش حرارتی را به خود اختصاص داده‌است. روش تقطیر ناگهانی چند‌مرحله‌ای با کندانس کردن بخار، محصولی کاملا خالص به دست می‌دهد. این تکنیک شیرین‌سازی که به Flash Distillation معروف است که در کنار نیروگاه‌های سیکل ترکیبی جهت تأمین آب شیرین در حجم بسیار بالا است.
همانطور که می‌دانید در نیروگاه‌های سیکل ترکیبی از حرارت‌های تلف شده نیروگاه بهره‌گیری می‌کنند و این مدل نیروگاه در منطقه خاور‌میانه بسیار مورد اقبال بوده‌است. در فرآیند MSF یا همان شیرین‌سازی از طریق تقطیر ناگهانی، برخلاف MED که جوشش روی لوله‌های داغ انجام می‌شود، جوشش در توده مایع اتفاق می‌افتد.